# Зе Луиш
Жозе́ Луи́ш Ме́ндеш Андра́де (порт. José Luís Mendes Andrade; род. 24 января 1991[…], Фогу), более известный как Зе Луи́ш (порт.  Zé Luís) — кабо-вердианский футболист, нападающий «АВС САД». Выступал за сборную Кабо-Верде.

## Биография

### Личная жизнь
Бывшая девушка — Рафаэла. У них двое детей, сын Лео и дочь Мия. Во время нахождения в России семья Зе проживала без него в Лиссабоне. С февраля 2018 года встречался с танцовщицей Алесей, в 2019 году пара рассталась. 1 апреля 2019 года Зе Луиш сообщил в своём Instagram о возобновлении отношений с Алесей.

## Клубная карьера

### «Жил Висенте»
Родился в Кабо-Верде и в 18 лет переехал в Португалию, где и начал профессиональную карьеру в клубе «Жил Висенте». 29 ноября 2009 года в матче против «Шавеша» он дебютировал в португальской Сегунде. 15 апреля 2010 года в поединке против «Бейра-Мар» Зе Луиш забил свой первый гол за команду. В первый двух сезонах он показал хорошую результативность, став лучшим бомбардиром команды, а также помог ей выйти в элиту и дойти до финала Кубка португальской лиги.

### «Брага»
Своей игрой Зе Луиш обратил на себя внимание более именитых клубов. Летом 2011 года он перешёл в «Брагу», подписав с клубом пятилетнее соглашение. Первый сезон провёл удачно, но затем у него начался спад и он был отдан в аренду в «Жил Висенте». Через год Зе Луиш вернулся в «Брагу». 25 августа 2012 года в матче против «Бейра-Мар» он дебютировал в Сангриш лиге. 3 ноября в поединке против своего бывшего клуба «Жил Висенте» Зе Луиш забил свой первый гол за «Брагу». В 2013 году стал обладателем Кубка португальской лиги.

#### Аренда в «Видеотон»
Летом Зе Луиш на правах аренды перешёл в венгерский «Видеотон». 28 июля в матче против «Халадаша» дебютировал в чемпионате Венгрии. 21 сентября в поединке против «Кечкемета» забил свой первый гол за «Видеотон». Он помог команде выйти в финал Кубка Венгрии. После окончания аренды вернулся в «Брагу».

### «Спартак» (Москва)
В начале 2015 года интерес к Зе Луишу обозначили «Порту», «Бенфика» и московское «Динамо». Летом он перешёл в московский «Спартак», подписав контракт на 4 года. Сумма трансфера составила 6,5 млн евро. 17 июля в матче против «Уфы» Зе Луиш дебютировал в РФПЛ, заменив во втором тайме Юру Мовсисяна. В этом же поединке он забил свой первый гол за «красно-белых». В конце июля сменил игровой номер «99» на «20», после того как команду покинул Патрик Эберт. 3 августа в домашнем матче против «Рубина» стал автором голевой передачи Мовсисяну, благодаря которой был забит единственный гол в поединке. 22 августа в поединке против «Амкара» впервые вышел в основном составе.
23 сентября в 1/16 финала Кубка России против нижегородской «Волги» (7:0) оформил «дубль» и помог своей команде одержать крупную победу. 26 сентября в матче против «Зенита» Зе Луиш открыл счёт, перекинув мяч через Лодыгина. В этом же матче получил травму задней поверхности бедра и выбыл на месяц. 30 ноября в матче против «Рубина» забил свой первый гол после травмы.
21 августа 2016 года в матче против «Краснодара» сделал «дубль», забив свои первые голы в новом сезоне. 29 октября 2016 года в дерби против ЦСКА сделал голевую передачу, оформил «дубль» и принёс победу своему клубу. В 2017 году Зе помог «Спартаку» завоевать чемпионство.
12 июля того же года игрок продлил контракт с московским «Спартаком» до 30 июня 2021 года. В матчах группового этапа Лиги чемпионов 2017/18 против испанской «Севильи» и словенского «Марибора» Зе Луиш забил по мячу.
4 октября 2018 года в матче Лиги Европы против «Вильярреала» он отметился «дублем». 21 октября 2018 года забил два мяча в ворота тульского «Арсенала», но «Спартак» уступил (2:3). 8 декабря 2018 года в последнем матче перед зимней паузой сделал дубль в ворота «Анжи» (3:0). Весной 2019 года забил по мячу в ворота «Краснодара» (1:1), «Уфы» (1:0) и «Крыльев Советов» (2:1).
Всего за «Спартак» в чемпионате России сыграл 86 матчей и забил 25 мячей. В еврокубках за московский клуб нападающий сыграл 15 матчей (5 голов).

### «Порту»
В июле 2019 года Зе Луиш перешёл в «Порту». Сумма трансфера 28-летнего футболиста из Кабо-Верде официально не озвучивалась. По данным издания «Спорт-экспресс», она составила около €8,5 млн; по сведениям портала Transfermarkt, стоимость перехода — €10,75 млн. 7 августа 2019 года в отборочном поединке Лиги чемпионов против российского «Краснодара» он дебютировал за новый клуб. Через неделю в ответном поединке Зе Луиш забил свой первый мяч за «Порту». 17 августа в матче против «Витории» из Сетубала Зе Луиш сделал хет-трик. 24 августа забил победный мяч в матче против «Бенфики» в Лиссабоне (2:0). 2 декабря забил мяч ударом в падении через себя в ворота «Пасуш де Феррейра», этот гол был признан лучшим в сезоне по мнению болельщиков.

### «Локомотив» (Москва)
6 октября 2020 года перешёл в московский «Локомотив», заключив контракт на три года. Сумма трансфера составила, по разным сведениям, 7-7,5 миллионов евро. Зе Луиш дебютировал за «Локомотив» 17 октября 2020 года в матче против «Уфы», отметившись голевой передачей. 2 сентября 2021 года был исключён из заявки «Локомотива» на сезон. 13 января 2022 года было объявлено о досрочном расторжении контракта по обоюдному согласию сторон.

### «Аль-Таавун» и «Хатайспор»
9 февраля 2022 года перешёл в саудовский «Аль-Таавун», заключив соглашение до конца сезона 2021/22. Дебютировал за клуб 12 февраля 2022 года в матче 20-го тура чемпионата Саудовской Аравии против «Аль-Раеда» (3:0), выйдя на 88-й минуте. Первый мяч за «Аль-Таавун» забил 14 апреля 2022 года в матче 3-го тура группового этапа Лиги чемпионов АФК против клуба «Сепахан» (3:0). Всего в сезоне 2021/22 провёл за клуб во всех турнирах восемь матчей и забил один мяч.
7 сентября 2022 года перешёл в турецкий «Хатайспор», подписав контракт на один год.

### «Фаренсе»
29 августа 2023 года вернулся в чемпионат Португалии, подписав контракт с «Фаренсе».

### «АВС САД»
В сентябре 2024 года перешёл в португальский «АВС САД».

## Карьера в сборной
24 мая 2010 года в товарищеском матче против сборной Португалии Зе Луиш дебютировал за сборную Кабо-Верде.
Первый гол за сборную забил 6 сентября 2014 года в ворота сборной Нигера в отборочном матче Кубка африканских наций 2015 года. Спустя 4 дня также забил в отборочном матче против сборной Замбии. В некоторых источниках указывается, что Зе Луиш забивал за сборную в 2012 году в ворота Сьерра-Леоне в отборочном матче чемпионата мира 2014 года (2 июня) и в ворота Мадагаскара в отборочном турнире Кубка африканских наций 2013 года (16 июня), однако большинство источников приводит информацию, что мячи забивали другие футболисты (в ворота Сьерра-Леоне забил Марку Суареш, а в ворота Мадагаскара два мяча забил Райан Мендеш и один мяч Джанини).
В октябре 2019 года в товарищеском матче против Того сыграл за сборную впервые за 2 с лишним годом и забил первый мяч с 2014 года. В ноябре 2019 года сыграл в матче квалификации Кубка африканских наций против Мозамбика (2:2).
Зе Луиш участвовал в отборочных циклах Кубка африканских наций 2012, 2013, 2015, 2017, 2019 и 2021 годов, но не попадал в заявку на финальные турниры 2013 и 2015 годов, когда сборная Кабо-Верде проходила квалификацию. Также Зе Луиш играл в отборочных матчах чемпионатов мира 2014 и 2018 годов.

## Статистика выступлений

### За клуб
| Статистика клубных выступлений Зе Луиша | Статистика клубных выступлений Зе Луиша | Статистика клубных выступлений Зе Луиша | Статистика клубных выступлений Зе Луиша | Статистика клубных выступлений Зе Луиша | Статистика клубных выступлений Зе Луиша | Статистика клубных выступлений Зе Луиша | Статистика клубных выступлений Зе Луиша | Статистика клубных выступлений Зе Луиша | Статистика клубных выступлений Зе Луиша | Статистика клубных выступлений Зе Луиша | Статистика клубных выступлений Зе Луиша |
| Сезон                                   | Клуб                                    | Лига                                    | Чемпионат                               | Чемпионат                               | Кубок                                   | Кубок                                   | Еврокубки                               | Еврокубки                               | Прочие                                  | Прочие                                  | Прочие                                  |
| Сезон                                   | Клуб                                    | Лига                                    | Игры                                    | Голы                                    | Игры                                    | Голы                                    | Игры                                    | Голы                                    | Турнир                                  | Игры                                    | Голы                                    |
| --------------------------------------- | --------------------------------------- | --------------------------------------- | --------------------------------------- | --------------------------------------- | --------------------------------------- | --------------------------------------- | --------------------------------------- | --------------------------------------- | --------------------------------------- | --------------------------------------- | --------------------------------------- |
| 2009/2010                               | Жил Висенте                             | Сегунда                                 | 5                                       | 4                                       | 0                                       | 0                                       | —                                       | —                                       | КПЛ                                     | 0                                       | 0                                       |
| 2010/2011                               | Жил Висенте                             | Сегунда                                 | 22                                      | 10                                      | 0                                       | 0                                       | —                                       | —                                       | КПЛ                                     | 5                                       | 2                                       |
| 2011/2012                               | Брага                                   | Сагриш                                  | 0                                       | 0                                       | 0                                       | 0                                       | —                                       | —                                       | КПЛ                                     | 0                                       | 0                                       |
| 2011/2012                               | Жил Висенте                             | Сагриш                                  | 13                                      | 4                                       | 0                                       | 0                                       | —                                       | —                                       | КПЛ                                     | 3                                       | 1                                       |
| 2012/2013                               | Брага                                   | Сагриш                                  | 15                                      | 4                                       | 1                                       | 1                                       | 5                                       | 0                                       | КПЛ                                     | 2                                       | 0                                       |
| 2012/2013                               | Брага Б                                 | Сегунда                                 | 15                                      | 4                                       | 0                                       | 0                                       | —                                       | —                                       | КПЛ                                     | 0                                       | 0                                       |
| 2013/2014                               | Видеотон                                | OTP Банк Лига                           | 26                                      | 9                                       | 3                                       | 1                                       | —                                       | —                                       | КВЛ                                     | 9                                       | 5                                       |
| 2014/2015                               | Брага                                   | Сагриш                                  | 20                                      | 8                                       | 2                                       | 3                                       | —                                       | —                                       | КПЛ                                     | 2                                       | 0                                       |
| 2015/2016                               | Спартак (Москва)                        | РФПЛ                                    | 24                                      | 8                                       | 1                                       | 2                                       | —                                       | —                                       | —                                       | —                                       | —                                       |
| 2016/2017                               | Спартак (Москва)                        | РФПЛ                                    | 21                                      | 5                                       | 1                                       | 0                                       | 2                                       | 0                                       | —                                       | —                                       | —                                       |
| 2017/2018                               | Спартак (Москва)                        | РФПЛ                                    | 16                                      | 2                                       | 2                                       | 2                                       | 5                                       | 2                                       | СК                                      | 1                                       | 0                                       |
| 2018/2019                               | Спартак (Москва)                        | РПЛ                                     | 25                                      | 10                                      | 3                                       | 1                                       | 8                                       | 3                                       | —                                       | —                                       | —                                       |
| 2019/2020                               | Порту                                   | Сагриш                                  | 15                                      | 7                                       | 0                                       | 0                                       | 3                                       | 1                                       | КПЛ                                     | 0                                       | 0                                       |
| 2020/2021                               | Локомотив (Москва)                      | РПЛ                                     | 8                                       | 1                                       | 0                                       | 0                                       | 5                                       | 0                                       | —                                       | —                                       | —                                       |
| 2021/2022                               | Локомотив (Москва)                      | РПЛ                                     | 3                                       | 0                                       | 0                                       | 0                                       | 0                                       | 0                                       | —                                       | —                                       | —                                       |

### Матчи и голы за сборную
| №  | Дата             | Соперник     | Итог | Голы Зе Луиша | Соревнование               |
| 1  | 24 мая 2010      | Португалия   | 0:0  | —             | Товарищеский матч          |
| 2  | 4 сентября 2010  | Мали         | 1:0  | —             | Отборочный турнир КАН 2012 |
| 3  | 29 февраля 2012  | Мадагаскар   | 4:0  | —             | Отборочный турнир КАН 2013 |
| 4  | 2 июня 2012      | Сьерра-Леоне | 1:2  | —             | Отборочный турнир ЧМ 2014  |
| 5  | 9 июня 2012      | Тунис        | 1:2  | —             | Отборочный турнир ЧМ 2014  |
| 6  | 16 июня 2012     | Мадагаскар   | 3:1  | —             | Отборочный турнир КАН 2013 |
| 7  | 8 сентября 2012  | Камерун      | 2:0  | —             | Отборочный турнир КАН 2013 |
| 8  | 14 ноября 2012   | Гана         | 0:1  | —             | Товарищеский матч          |
| 9  | 6 сентября 2014  | Нигер        | 3:1  | 1             | Отборочный турнир КАН 2015 |
| 10 | 10 сентября 2014 | Замбия       | 2:1  | 1             | Отборочный турнир КАН 2015 |
| 11 | 11 октября 2014  | Мозамбик     | 0:2  | —             | Отборочный турнир КАН 2015 |
| 12 | 15 октября 2014  | Мозамбик     | 1:0  | —             | Отборочный турнир КАН 2015 |
| 13 | 6 сентября 2015  | Ливия        | 2:1  | —             | Отборочный турнир КАН 2017 |
| 14 | 26 марта 2016    | Марокко      | 0:1  | —             | Отборочный турнир КАН 2017 |
| 15 | 8 октября 2016   | Сенегал      | 0:2  | —             | Отборочный турнир ЧМ 2018  |
| 16 | 28 марта 2017    | Люксембург   | 2:0  | —             | Товарищеский матч          |
| 17 | 11 июня 2017     | Уганда       | 0:1  | —             | Отборочный турнир КАН 2019 |
| 18 | 10 октября 2019  | Того         | 2:1  | 1             | Товарищеский матч          |
| 19 | 18 ноября 2019   | Мозамбик     | 2:2  | —             | Отборочный турнир КАН 2021 |

Итого: 19 матчей / 3 гола; 10 побед, 2 ничьи, 7 поражений.

## Достижения
Командные
«Жил Висенте»
- Победитель Сегунды — 2010/11
- Финалист Кубка португальской лиги — 2011/12

«Брага»
- Обладатель Кубка португальской лиги — 2012/13

«Спартак» (Москва)
- Чемпион России — 2016/17
- Бронзовый призёр чемпионата России — 2017/18
- Обладатель Суперкубка России — 2017

«Порту»
- Чемпион Португалии — 2019/20
- Обладатель Кубка Португалии — 2019/20

«Локомотив» (Москва)
- Обладатель Кубка России — 2020/21

Личные
- Лучший футболист месяца чемпионата России по футболу: октябрь 2016[55].
- Лауреат национальной премии РФС «33 лучших игрока сезона»: 2016/17 (№ 2)[56], 2018/19 (№ 3).
- Лучший футболист месяца чемпионата Португалии: август 2019
- Автор самого красивого гола чемпионата Португалии в сезоне 2019/20